# Ginwiłł
Ginwiłł – polski herb szlachecki.

## Opis herbu
Opis zgodnie z klasycznymi regułami blazonowania:
W polu czerwonym pień złoty, na którym siedzi czarny jastrząb, skierowany w prawą stronę herbową. Labry czerwone, podbite złotem. W klejnocie trzy strusie pióra.

## Herbowni
Ginwił, Ginwiłł, Korwin, Kulwieć, Kulwiocki, Piotrowski.